# Ana Maria Marković
Ana Maria Marković (sinh ngày 9 tháng 11 năm 1999) là một cầu thủ bóng đá nữ người Croatia, chơi ở vị trí tiền đạo cho câu lạc bộ Grasshopper của Swiss Women's Super League và đội tuyển quốc gia Croatia.